# Neckeropsis pocsii
Neckeropsis pocsii là một loài rêu thuộc họ Neckeraceae. Đây là loài đặc hữu của Comoros. Môi trường sống tự nhiên của chúng là rừng khô nhiệt đới hoặc cận nhiệt đới. Chúng hiện đang bị đe dọa vì mất môi trường sống.